# 功夫 (電視劇)
《功夫》（英語：Kung Fu）是由大衛·卡拉定主演的動作冒險西部電視影集，美國廣播公司從1972年10月至1975年4月播放，共63集。主要劇情是敘述少林和尚虔官昌在西部尋親的故事。

## 李小龍的參與
在李小龙遺孀琳達的回憶錄裡聲稱，該劇集的概念是由李小龍所建立，但被華納兄弟公司所引用。